# ویلیام بودینگتون
ویلیام بودینگتون (انگلیسی: William Boddington; ۲۲ نوامبر ۱۹۱۰ – ۱۵ نوامبر ۱۹۹۶) بازیکن هاکی روی چمن اهل ایالات متحده آمریکا بود.
وی همچنین برندهٔ جوایزی همچون نشان ستاره برنزی شده‌است.